# Angliers (Vienne)
Angliers is een gemeente in het Franse departement Vienne (regio Nouvelle-Aquitaine) en telt 662 inwoners (2004). De plaats maakt deel uit van het arrondissement Châtellerault.

## Geografie
De oppervlakte van Angliers bedraagt 22,9 km², de bevolkingsdichtheid is 28,9 inwoners per km².
De onderstaande kaart toont de ligging van Angliers (Vienne) met de belangrijkste infrastructuur en aangrenzende gemeenten.

## Demografie
Onderstaande figuur toont het verloop van het inwonertal (bron: INSEE-tellingen).

## Geschiedenis
De gemeente werd uitgebreid met de voormalige gemeente Saint-Cassien in 1971.